# Glee: The 3D Concert Movie
Glee: The 3D Concert Movie è un film concerto del 2011 diretto da Kevin Tancharoen, che documenta il Glee Live! In Concert!, un tour intrapreso dal cast della serie televisiva Glee.
Girato in 3D, il film-documentario segue i dietro le quinte e le performance live del concerto avvenuto a East Rutherford, New Jersey.

## Colonna sonora
Glee: The 3D Concert Movie (Motion Picture Soundtrack) è stata pubblicata su etichetta Columbia Records il 9 agosto 2011.
1. Don't Stop Believin' – 4:00 (Jonathan Cain, Steve Perry, Neal Schon) – dei Journey
2. Dog Days Are Over – 2:58 (Florence Welch, Isabella Summers) – di Florence and the Machine
3. Sing – 2:40 (My Chemical Romance) – dei My Chemical Romance
4. I'm a Slave 4 U – 3:23 (Pharrell Williams, Chad Hugo) – di Britney Spears
5. Fat Bottomed Girls – 2:20 (Brian May) – dei Queen
6. I Want to Hold Your Hand – 3:08 (John Lennon e Paul McCartney) – versione dal film Across the Universe
7. Ain't No Way – 3:08 (Carolyn Franklin) – di Aretha Franklin
8. P.Y.T. (Pretty Young Thing) – 2:42 (James Ingram e Quincy Jones) – di Michael Jackson
9. Born This Way – 3:59 (Lady Gaga, Jeppe Laursen) – di Lady Gaga
10. Firework – 2:44 (Paul Blair, Fernando Garibay, Tor Hermansen, Mikkel Eriksen, Katy Perry, Ester Dean, Sandy Wilheim) – di Katy Perry
11. Teenage Dream – 2:30 (Lukasz Gottwald, Katy Perry, Max Martin, Benjamin Levin, Bonnie McKee) – di Katy Perry
12. Silly Love Songs – 2:33 (Paul McCartney e Linda McCartney) – di Paul McCartney & Wings
13. Raise Your Glass – 2:25 (Pink, Max Martin e Shellback) – di Pink (cantante)
14. Happy Days Are Here Again / Get Happy – 2:51 (Jack Yellen / Ted Koehler) – Barbra Streisand / Judy Garland
15. Lucky – 2:09 (Jason Mraz, Colbie Caillat e Timothy Fagan) – di Jason Mraz e Colbie Caillat
16. River Deep - Mountain High – 2:40 (Ellie Greenwich, Phil Spector) – Ike & Tina Turner
17. Forget You – 2:42 (Cee Lo Green, Peter Hernandez, Philip Lawrence, Ari Levine, Brody Brown) – di Cee Lo Green
18. Don't Rain on My Parade – 2:42 (Bob Merrill) – di Barbra Streisand
19. Jessie's Girl – 1:59 (Rick Springfield) – di Rick Springfield
20. Valerie – 2:06 (Dave McCabe, The Zutons) – versione di Mark Ronson feat. Amy Winehouse
21. Loser like Me – 3:45 (Adam Anders, Peer Åström, Savan Kotecha, Max Martin, Johan Schuster) – composizione originale
22. The Safety Dance – 2:34 (Ivan Doroschuk) – dei Men Without Hats
23. Somebody to Love – 4:14 (Freddie Mercury) – dei Queen

## Distribuzione
Dopo un'anteprima a Los Angeles il 6 agosto 2011, il film è stato distribuito nelle sale statunitensi il 12 agosto 2011, con due settimane di programmazione. In Italia il film è stato proiettato nelle sale del circuito The Space Cinema per cinque giorni, dal 16 al 20 settembre 2011.